# Emilio
Jellinek Emil, művésznevén Emilio (Budapest, 1976. augusztus 13. –) roma énekes, rapper, dobos.

## Élete
Jellinek Emil, Emilio 13 éves korában kezdett el érdeklődni a zene iránt, amikor nővére beleszeretett egy dobosba. Mivel sok időt töltött velük, egyre jobban kezdte érdekelni a hangszer. Néhány héttel később szülei meglepték egy dobfelszereléssel, 4 hónappal később már saját zenekarával koncertezett. Számtalan formációban dobolt és énekelt, 16 évesen már olyan nagy nevekkel játszott együtt, mint Szakcsi Lakatos Béla vagy Babos Gyula.
Profi dobosként Emilio budapesti vendéglátós helyeken zenélt, szabadidőközpontokban koncertezett, szinte minden magyarországi dzsesszfesztiválon fellépett, és külföldön is sikereket aratott
4 évig játszott a bécsi Hotel Marriott-ban egy zenekarban. Egyik alkalommal a dzsesszóriás, Chick Corea is felfigyelt Emilióra olyannyira, hogy két dal erejéig beült mögé zongorázni.[forrás?]
2003. augusztus 18-án Emilio a siófoki Coca-Cola Beach House-on tartotta debütáló koncertjét.
Amellett, hogy kiváló énekes és dobos is egy személyben, beat-box (szájdobolás) technikája is nemzetközi szinten egyedülálló[forrás?]
2017-ben A nagy duett című produkció szereplője volt Ábel Anitával.

## Zenei karrier
A 2003. szeptember 8-án jelent meg Emilio első albuma Nagyon nagy világ címmel, mely 6 év munkájának gyümölcse. A zenész első médiaszereplése a Fábry Show-ban volt. Az album 62 héten át szerepelt a MAHASZ eladási listáján. [forrás?]
Az albumról három kislemez jelent meg a Szállj, csak szállj!, a Ne nézz vissza rám és az Ez a dal című dalokból.
2004-ben Dopeman is felkérte egy duettre. Közös videóklipjük a Nincsen arra szó című dalból készült.
2004. június 5-én nem kisebb megtiszteltetés érte Emiliót, minthogy a T-Mobile jóvoltából Sting előtt énekelhetett a Kapcsolat koncerten.[forrás?]
2005-ben jelent meg második albuma Valamit el kell mondjak címmel. Az albumról 3 dalra forgott klip, a Valamit el kell mondjak, a Rég Várt Szerelem és a Fatimával készült Good Bye című dalokból.
A lemez egyik kiemelkedő érdekessége Szakcsi Lakatos Béla szerzeménye 1976-ból, Amikor melletted vagyok címmel Cserháti Zsuzsa előadásában. Ezt a szerzeményt a művész közvetlenül a szerzőtől kapta[forrás?], és mély tisztelettel, megemlékezéssel alakított ki egy duettet a művésznővel.
2006-ban Emilio a Fiesta zenekarral készített duettet, mely az év egyik legnagyobb slágere lett.[forrás?] A kislemez a Szeret a nő című dalból készült, melyhez szintén forgattak klipet.
2008. április 4-én jelent meg harmadik albuma Miért búcsúznánk? címmel. Az album első kislemeze a címadó dalból készült.
2010-ben Völkingenben a Voice & Guitar világénekverseny győztese lett.
2011 és 2013 között a Szerencseszombat című műsor énekese volt a Magyar Televízióban.
2015. június 20-án megjelent a legújabb dala és videóklipje, aminek a címe Őrült vágy.
2017-ben elkezdett rappelni. Első rap száma a "Fuss el!".

## Diszkográfia

### Albumok
| Év   | Album                                      | Legmagasabb helyezés                   | Minősítés |
| Év   | Album                                      | MAHASZ Top 40 album- és válogatáslemez | Minősítés |
| ---- | ------------------------------------------ | -------------------------------------- | --------- |
| 2003 | Nagyon nagy világ - Megjelenés: 2003       | 11                                     |           |
| 2005 | Valamit el kell mondjak - Megjelenés: 2005 | 9                                      |           |
| 2008 | Miért búcsúznánk? - Megjelenés: 2008       | 11                                     |           |

### Videóklipek
- Szállj, csak szállj!
- Ne nézz vissza rám
- Ez a dal
- Szeret a nő feat Fiesta
- Kalandra vágytam
- Valamit el kell mondjak
- Good Bye feat. Fatima
- Rég Várt Szerelem
- Miért búcsúznánk?
- Őrült vágy

#### Közreműködés
- Nincsen arra szó feat. Dopeman
- Szeret a nő feat. Fiesta
- Nem késő még - Fiesta All Stars

#### Slágerlistás dalok
| Év                        | Dal                     | Legmagasabb helyezés | Legmagasabb helyezés   | Legmagasabb helyezés | Legmagasabb helyezés | Legmagasabb helyezés         | Legmagasabb helyezés | Album                   |
| Év                        | Dal                     | VIVA Chart           | MAHASZ Editors' Choice | MAHASZ Rádiós Top 40 | MAHASZ Dance Top 40  | MAHASZ Single (track) Top 10 | EURO 200             | Album                   |
| ------------------------- | ----------------------- | -------------------- | ---------------------- | -------------------- | -------------------- | ---------------------------- | -------------------- | ----------------------- |
| 2003                      | Szállj, csak szállj!    | ?                    | 29                     |                      |                      |                              |                      | Nagyon nagy világ       |
| 2004                      | Ne nézz vissza rám      | 19                   | 34                     | 10                   |                      |                              |                      | Nagyon nagy világ       |
| 2004                      | Ez a dal                | 11                   | 34                     |                      | 33                   |                              |                      | Nagyon nagy világ       |
| 2005                      | Valamit el kell mondjak | 5                    | 20                     | 23                   |                      |                              |                      | Valamit el kell mondjak |
| 2006                      | Rég várt szerelem       | 6                    | 36                     |                      |                      |                              |                      | Valamit el kell mondjak |
| 2007                      | Good Bye feat. Fatima   | 20                   |                        |                      |                      |                              |                      | Valamit el kell mondjak |
| 2008                      | Miért búcsúznánk?       | 5                    | 40                     |                      |                      |                              |                      | Miért búcsúznánk?       |
| Közreműködés kislemezeken |                         |                      |                        |                      |                      |                              |                      |                         |

| Év                  | Kislemez                                | Legmagasabb helyezés | Legmagasabb helyezés   | Legmagasabb helyezés | Legmagasabb helyezés | Legmagasabb helyezés         | Legmagasabb helyezés | Album                                     |
| Év                  | Kislemez                                | VIVA Chart           | MAHASZ Editors' Choice | MAHASZ Rádiós Top 40 | MAHASZ Dance Top 40  | MAHASZ Single (track) Top 10 | EURO 200             | Album                                     |
| ------------------- | --------------------------------------- | -------------------- | ---------------------- | -------------------- | -------------------- | ---------------------------- | -------------------- | ----------------------------------------- |
| 2005                | Nincsen arra szó (Dopeman feat. Emilio) | 3                    | 4                      | 11                   | 13                   |                              |                      | Dopeman&Kicsi Dope - Aljas Pityinger fiúk |
| 2006                | Szeret a nő (Fiesta feat. Emilio)       | 2                    | 8                      | 13                   |                      |                              | 140                  | Fiesta: Best of                           |
|                     |                                         | Összesítés           |                        |                      |                      |                              |                      |                                           |
| 1. helyezett számok |                                         |                      |                        |                      |                      |                              |                      |                                           |
| Top 10-be bekerült  | Top 10-be bekerült                      | 5                    | 2                      | 1                    |                      |                              |                      |                                           |
| Top 40-be bekerült  | Top 40-be bekerült                      | 8                    | 8                      | 4                    | 2                    |                              |                      |                                           |

## Elismerések és díjak
- 2001 szeptemberében Emilio és zenésztársa, Oláh „Tzumo“ Árpád zenekara elnyerte Brüsszelben a Hoelairt Fesztiválon az Év legjobb európai jazz-zenekara, Emilio pedig az Év legjobb európai jazzdobosa címet
- 2003 - Fonogram díj – az Év felfedezettje
- 2003 - Fonogram díj - az Év jazzalbuma (a Cumo trió-val)
- 2005 - VIVA Comet - a Legjobb férfi előadó (jelölés)
- 2005 - Bravo Otto-díj – az Év legjobb Beach House-os koncertje
- 2009 - Fonogram díj - Az év hazai dance-pop albuma (jelölés)
- 2009 - Fonogram díj - Az év hazai dala (Miért búcsúznánk?) (jelölés)